# Huron Indijanci
Huron, grupa plemena američkih Indijanaca porodice Iroquoian, nastanjenih u Ontariju u Kanadi, u blizini Velikih jezera. Hjuroni čine snažnu granu Iroquoianaca, podeljenu u nekoliko plemena i plemenskih saveza. konfederacije su: Huron (Wendat) s plemenima: Attignawantan (Bear people), Attigneenongnahac (Cord people), Arendahronon (Rock people), Tahontaenrat (Tohontaenrat, Atahonta'enrat, Tohonta'enrot, White-eared People ili Deer People); Attiwandaronk ili Neutral Nation; Erie. Među plemenima su poznati: Tionontati ili Duhanski Narod (Tobacco Nation); Wenrohronon; Ataronchronon, pleme koje je kao 5. pristupilo konfederaciji Wendat, i među njima je podignuta misija Sainte Marie. No za ove posljednje se sumnja da su ogranak Medvjeđeg naroda (Attignawantan); Bowl People, manja grupa među Wendatima; pleme Atonontrataronon ili Narod Guja, porijeklonm su Algonquini, ali su poprimili njihov jezik. 